# Joppidium apicale
Joppidium apicale är en stekelart som beskrevs av Cresson 1872. Joppidium apicale ingår i släktet Joppidium och familjen brokparasitsteklar. Inga underarter finns listade i Catalogue of Life.